# Alexandre de Merode

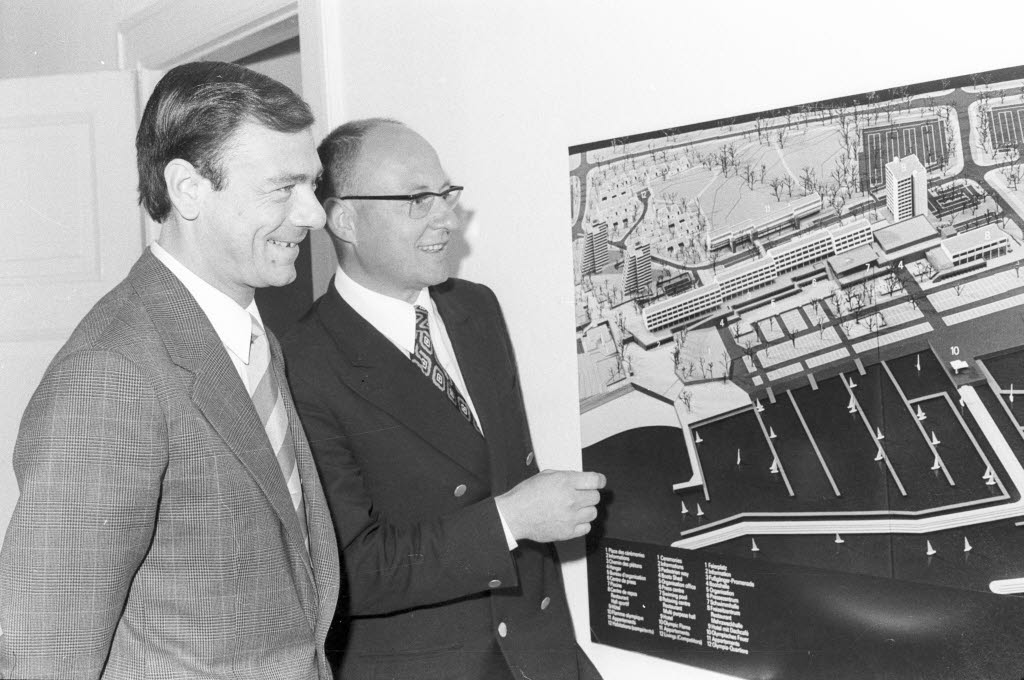
Alexandre de Merode (links) beim Olympiareferat in Kiel (1971)

Alexandre Henri Jean Ghislain Guy Prince de Merode (* 24. Mai 1934 in Etterbeek; † 19. November 2002 in Brüssel) war ein belgischer Adliger. Von 1964 bis zu seinem Tod war er Mitglied des IOC.

## Leben
Alexandre de Merode entstammt dem belgischen Adelsgeschlecht Merode. Er besuchte das Godinne College und die Université Saint-Louis – Bruxelles, bevor er einen Abschluss in Rechtswissenschaften an der Université catholique de Louvain machte. Seine Karriere als Sportfunktionär begann er beim belgischen Rat für Körpererziehung. Danach war er Vorsitzender der Anti-Doping-Kommission beim belgischen Ministerium für Gesundheit.
Ab 1964 war Merode IOC-Mitglied und ab 1967 bis zu seinem Tod war er Vorsitzender der medizinischen Kommission des IOC. Ab 1980 gehörte er sechs Jahre dem Executive Board des IOC an. Von 1986 bis 1990 und von 1994 bis 1998 war er einer der Stellvertreter des IOC-Präsidenten.
Merode war als Vorsitzender der medizinischen Kommission des IOC der Verantwortliche für den Kampf gegen Doping bei Olympischen Spielen. Kritik entzündete sich daran, dass er sich gegen einen eindeutigen Strafkatalog für Dopingvergehen aussprach. Nachdem bei den Olympischen Spielen 1984 in Los Angeles Dopingbefunde vernichtet worden waren, beteiligte sich Merode an dem Versuch, diesen Vorgang als Versehen herunterzuspielen.
Alexandre de Merode war ein Neffe des Automobilsport-Funktionärs Amaury de Merode.